# Stone Cold Classics
Stone Cold Classics je kompilacija britanskog rock sastava Queen objavljena isključivo za američko tržište 11. travnja 2006. godine povodom TV emisije "American Idol", u kojoj su natjecatelji pjevali pjesme sastava Queen. Na albumu se nalazi 14 pjesama, od čega 12 poznatih pjesama sastava i dvije koje uživo izvode Queen + Paul Rodgers.

## Popis pjesama
1. Stone Cold Crazy (Deacon - May - Mercury - Taylor)
2. Tie Your Mother Down (May)
3. Fat Bottomed Girls (May)
4. Another One Bites the Dust (Deacon)
5. Crazy Little Thing Called Love (Mercury)
6. We Will Rock You (May)
7. We Are the Champions (Mercury)
8. Radio Ga Ga (Taylor)
9. Bohemian Rhapsody (Mercury)
10. The Show Must Go On (Mercury - May)
11. These Are the Days of Our Lives (Taylor)
12. I Want It All (May)
13. All Right Now (Fraser, Rodgers) - uživo Queen + Paul Rodgers
14. Feel Like Makin' Love (Rodgers, Ralphs) - uživo Queen + Paul Rodgers